# Sils im Domleschg
Sils im Domleschg (rätoromanska: Seglias) är en ort och kommun i regionen Viamala i kantonen Graubünden, Schweiz. Kommunen har 966 invånare (2023)  och ligger på östra sidan av floden Hinterrhein. Orten Sils ligger en kilometer från distriktshuvudorten Thusis på västra sidan floden. Efterleden im Domleschg i kommunnamnet syftar till att skilja den från Sils im Engadin/Segl.

## Språk
Det traditionella språket var sutsilvansk rätoromanska. Den omedelbara närheten till de redan från medeltiden förtyskade samhällena Thusis och Fürstenau ledde till att Sils under första halvan av 1800-talet helt och hållet gick över till tyska språket.

## Religion
Kyrkan är sedan 1530 reformert. Nuförtiden finns en stor katolsk minoritet som söker kyrka i Thusis.

## Utbildning
Grundskolan är tyskspråkig, och högstadiedelen tar också emot elever från grannkommunerna Fürstenau och Scharans.

## Arbetsliv
Två tredjedelar av de förvärvsarbetande pendlar ut från den egna kommunen, främst till Thusis men också i hög grad till kantonshuvudstaden Chur.

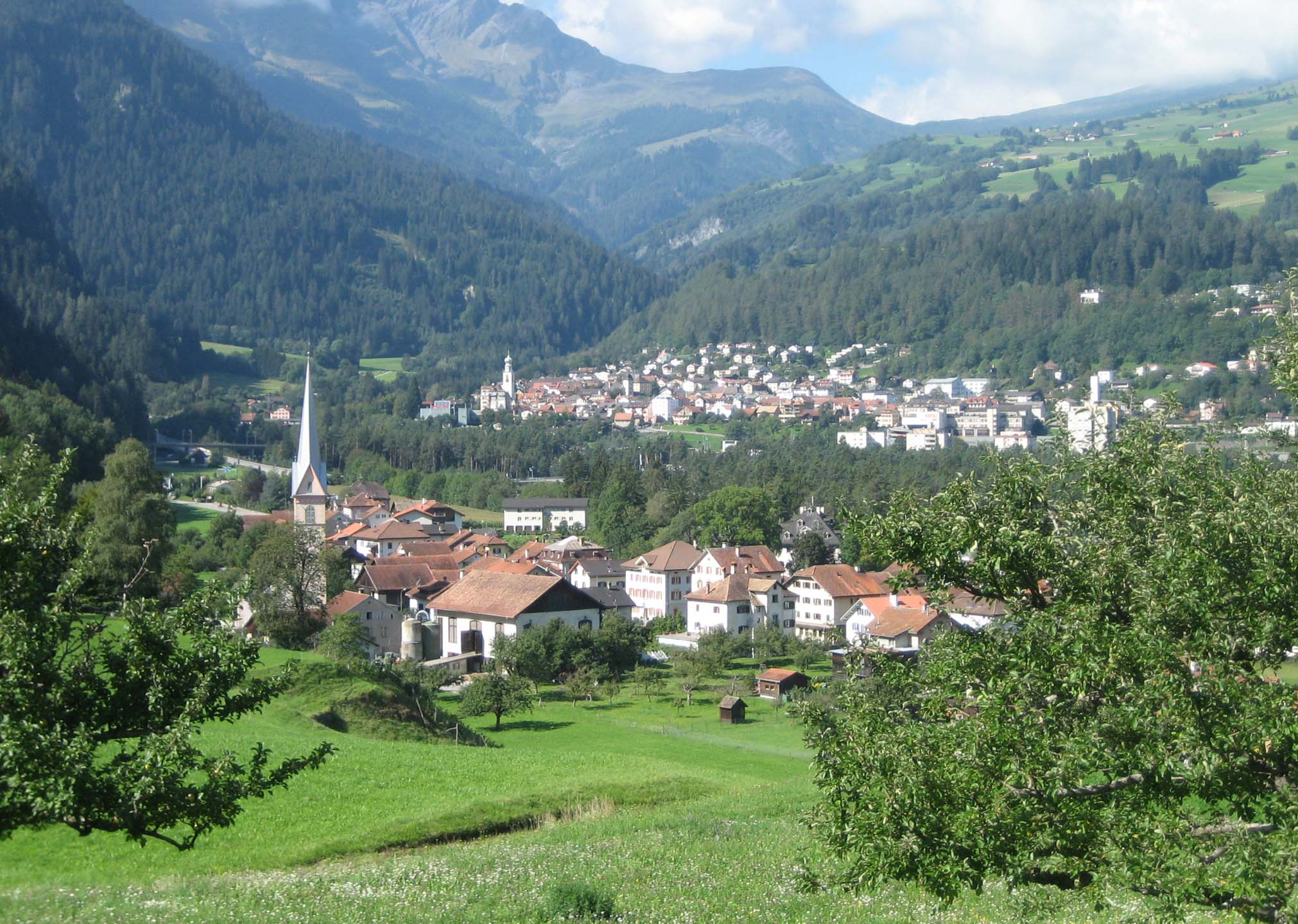
Sils i förgrunden, Thusis i bakgrunden